# ルーチョ・フォンタナ

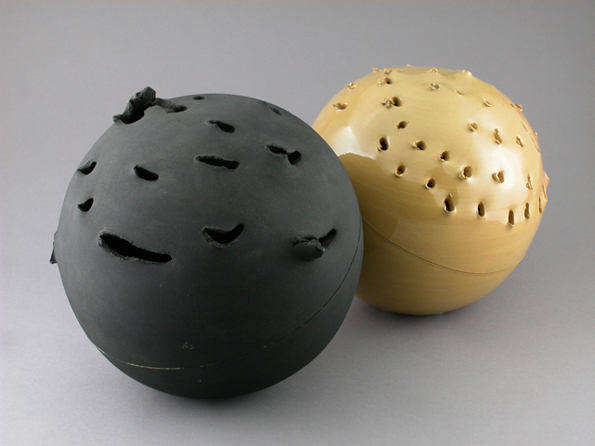

ルーチョ・フォンタナ（ルーチョ・フォンターナ,Lucio Fontana, 1899年2月19日 - 1968年9月7日）は、20世紀のイタリアの美術家、彫刻家、画家。空間主義(spazialismo)の運動の創始者。

## 生涯

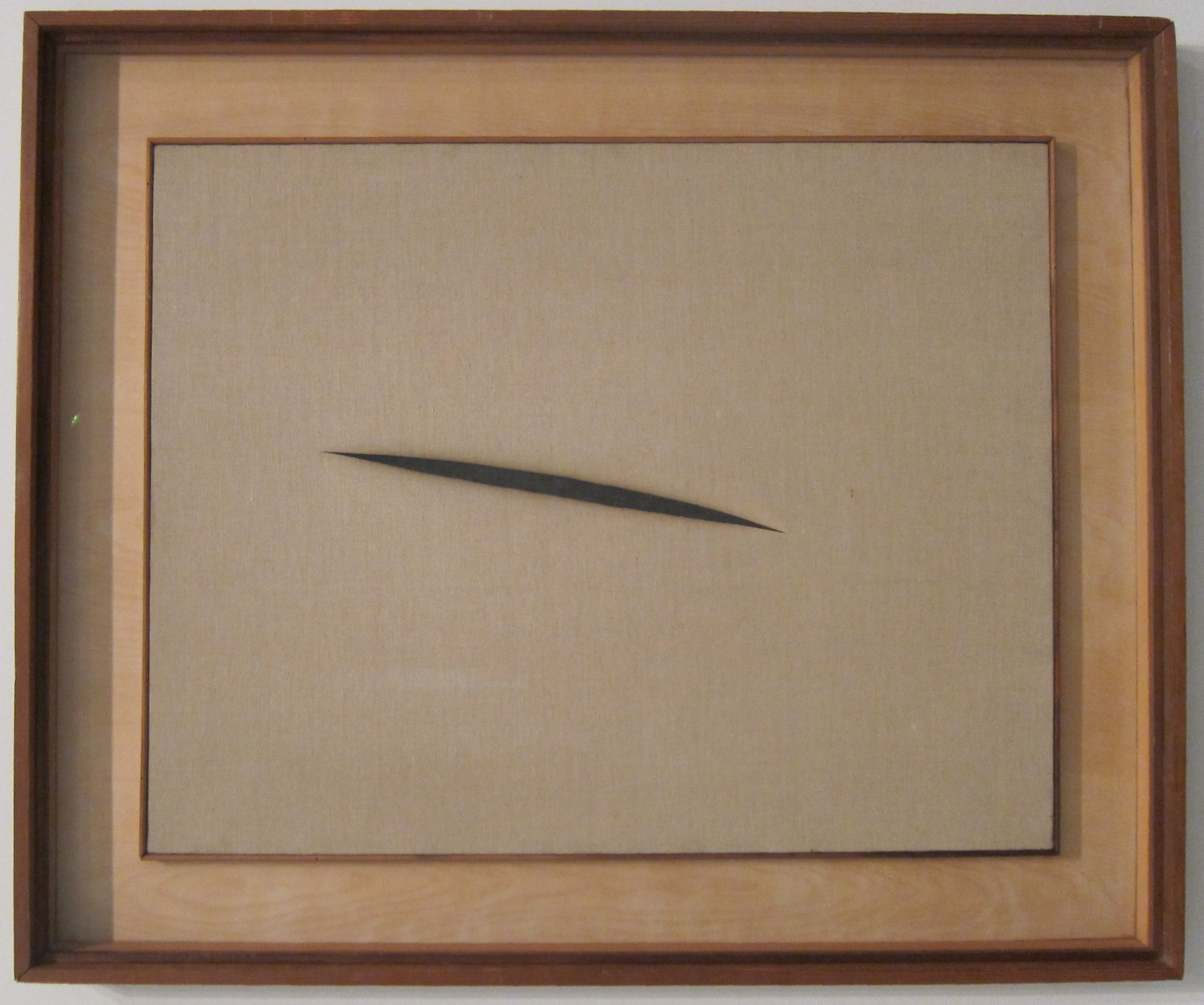
Spatial Concept "Waiting", Lucio Fontana, 1960

- Ettore Sordiniと共にSpatial Concept "Waiting", Lucio Fontana, 19601899年、アルゼンチンのサンタフェ州のロサリオで、イタリア人の父、ルイージ・フォンタナ（1865-1946）と、イタリア系アルゼンチン人の母、ルチア・ボッティーニのもとに生まれる。父は商業的な建築装飾、彫刻の仕事をしていた。

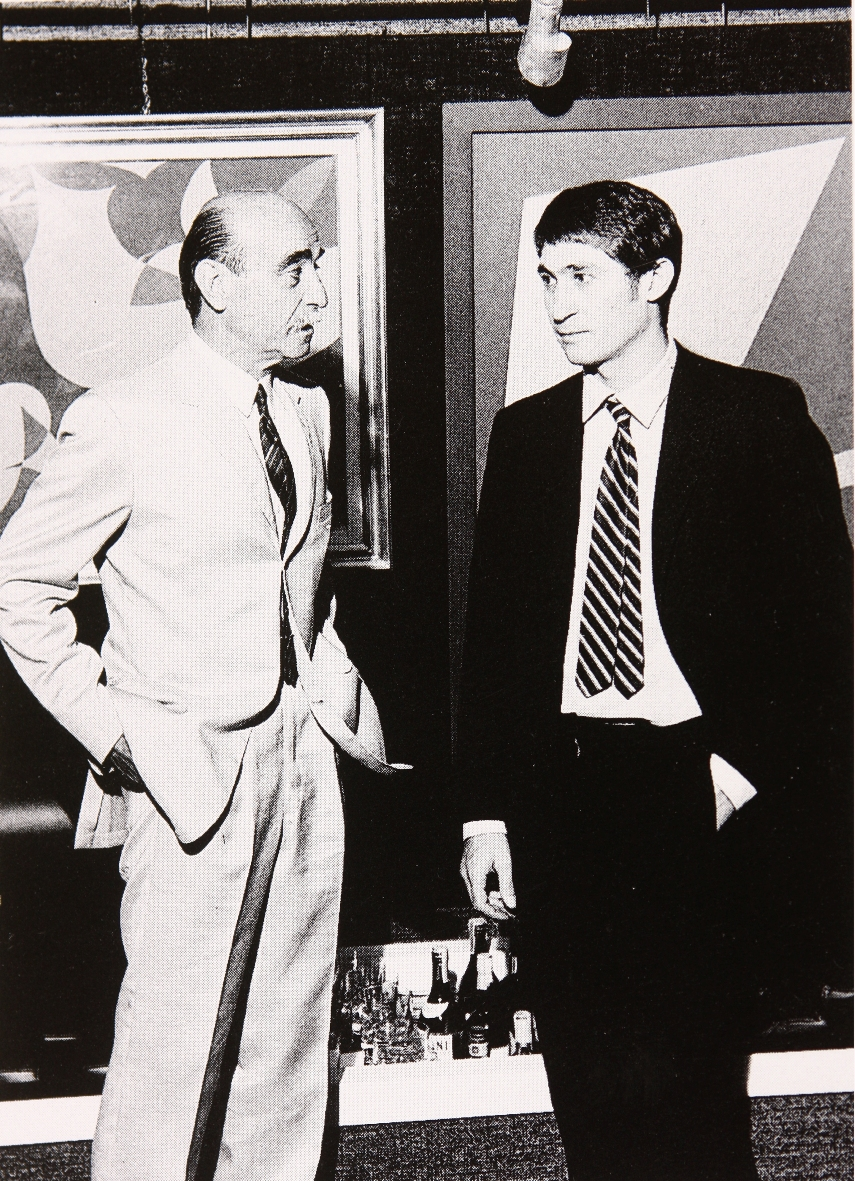
Ettore Sordiniと共に

- 1905年、6歳のとき、父とともにイタリアに移住し、父の親戚の家があったヴァレーゼで幼年期、青年期を過ごした。
- 1910年まで、ヴァレーゼのビュウモ・インフェリオーレの小学校に通った後、3年間ミラノ県のセレーニョにある技術専門学校に通い、美術の基礎を学んだ。
- 1914年、父とともにミラノに移住し、カルロ・カッタネオ建築専門学校で建築を学ぶが、第一次世界大戦の勃発により、1917年に一時的に学業を中断した。第一次大戦では陸軍へ志願し、歩兵隊の中尉にまでなったが、前線で腕を負傷し除隊となっている。戦争からの帰還後に学業を再開し、建築士の資格を取得した。
- 1921年、家族とともにアルゼンチンへ移住する。その後、父の工房である「フォンタナ・イ・スカラベリ」で数年間、家業の手助けをした。
- 1924年、ロサリオのエスパーニャ通り565番に初めてのアトリエを持つ。国立リトラーレ大学医学部のパストゥール記念レリーフのためのコンクールで受賞したことがきっかけとなり、芸術彫刻に興味を持ちはじめた。
- 1926年、ロサリオのサロン＜ネクサス＞に石膏彫刻《レトラート》を出品、彫刻部門の奨励賞を獲得する。

- 1927年、ホアナ・エレナ・ブランコの記念碑を市の墓地に作る。

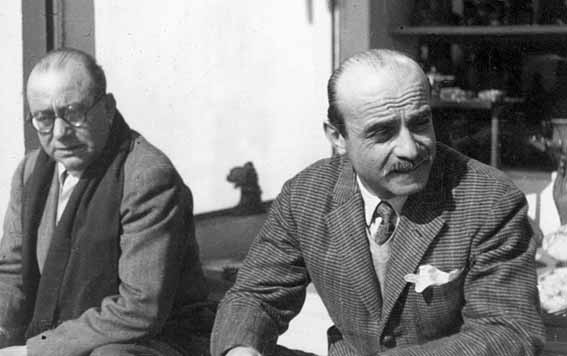

- 1927年の半ばごろ、イタリアへ戻り、秋からミラノのブレラ美術学校の彫刻科に入学、アドルフォ・ヴィルトの授業に通い、1930年に卒業した。
- 1930年、第17回ヴェネツィア・ビエンナーレに参加。1930年12月にミラノで初の個展を開催。この当時は、抽象彫刻やセラミックスの作品を多く手がけた。
- 1935年、パリのアブストラクション・クレアシオン（抽象=創造）運動に参加。
- 1939年、アルゼンチンに移住。
- 1946年、ブエノスアイレスで『白の宣言[1]』を発表（フォンタナの周辺のアルゼンチンの若者たちが発表したものでフォンタナ自身は関与していないとの説もある[要出典]）。これは、スパツィアリスモ（空間主義）の思想の元となる重要なマニフェストであった。スパツィアリスモは、「絵画」「彫刻」「音楽」といった従来の形式の芸術を超え、20世紀の工業生産の技術を芸術に導入し、空間を主題にした新たな四次元世界の芸術を提唱したものである。
- 1947年、ミラノに戻る。『空間主義の第一宣言』を発表。この際に初めて、「空間主義」という言葉が使用される。
- 1949年、代表作の《空間概念》シリーズの製作を始める。
- 1951年、ネオン管を用いた環境芸術作品を制作し、ミラノのトリエンナーレ会場の天井に展示する。「技術宣言」発表。
- 1966年、第33回ヴェネツィア・ビエンナーレで大賞を得る。
- 1968年、ミラノを去り、ヴァレーゼ市近郊のコマッビオへ移住。同年9月、ヴァレーゼの病院にて心臓の疾患により死去。

## 註
1. ↑  この『白の宣言』については、1950年の『規定に関する提言——空間宣言』に「ルーチョ・フォンタナは1946年に、当時住んでいたブエノスアイレスにおいて、空間運動を設立し、彼の支持者のグループとともにスペイン語の『白の宣言』と名づけられた第一宣言に署名した。」（Proposta di un regolamento del movimento spaziale, Milano, 2. 4. 1950）とあるため、近年まで実際にフォンタナが署名したものと考えられてきたが、実際の『白の宣言』にはフォンタナ本人の署名はない（Manifiesto Blanco, Buenos Aires, 1946）。

## 後世への影響
1950年代以降の「アンフォルメル」、日本の「具体美術協会」、「タシスム」、ヌーヴォ・レアリスム、1967年頃からイタリアに興った「アルテ・ポーヴェラ」（「貧しい芸術」の意）などの前衛芸術運動に様々な影響を与えた点で、20世紀美術史上重要な位置を占める作家である。
また、若いイヴ・クラインとは、年齢差を越えて、お互いに共鳴しあう仲であり、イヴのミラノでの初個展ではモノクローム・ブルーの作品を購入している。

## 代表作
- 空間概念（国立国際美術館、大原美術館ほか）